# Saint-Léger (Alpes-Maritimes)
Saint-Léger település Franciaországban, Alpes-Maritimes megyében. Lakosainak száma 57 fő (2022. január 1.). Saint-Léger Sausses, La Croix-sur-Roudoule és Daluis községekkel határos.

## Népesség
A település népessége az elmúlt években az alábbi módon változott:
| Lakosok száma | 44   | 40   | 54   | 69   | 69   | 63   | 51   | 49   | 48   | 57   |
|               | 1968 | 1982 | 1990 | 2006 | 2013 | 2015 | 2017 | 2019 | 2020 | 2022 |